# أنت اللي قتلت بابايا (فلم)
أنت اللي قتلت بابايا هو فيلم مصري عرض عام 1970، بطولة فؤاد المهندس وشويكار، قصة وحوار بهجت قمر وسيناريو عبد الحي أديب ومن إخراج نيازي مصطفى.

## قصة الفيلم
تعود نبيلة إلى مصر بعد فترة طويلة من الإقامة بالخارج بحثًا عن قاتل والدها، تلتقي بمظلوم الذي تطلب منه أن يساعدها في القبض على الجاني، يتعرض الاثنان للعديد من المقالب، وخاصة بعد مقابلتهما للجناة الحقيقيين وفي كل مرة يصلان فيها للحقيقة تقع جريمة قتل أخرى وتظل نبيلة ومظلوم يبحثان عن قاتل أبيها.

## طاقم التمثيل
- فؤاد المهندس: (مظلوم)
- شويكار: (نبيلة)
- محمد رضا: (عبد الجبار)
- صلاح نظمي: (مصطفى)
- زوزو شكيب: (زينب)
- سلامة إلياس: (سليم / كوكي)
- ميمي شكيب: (بديعة يفتح الله)
- وداد حمدي: (نعناعة)
- حامد مرسي: (فهمي)
- محمد صبيح: (يونس)
- إبراهيم سعفان: (سجين الحجز لاعب الشطرنج)
- عبد الغني النجدي
- رويدا علام: (الراقصة)
- فتحية رشدي: (إحدى زوجات عبد الجبار)
- أمين عنتر: (موظف استقبال الأوتيل)
- أحمد شكري
- نوال هاشم
- فخري عازر: (المأذون)
- عبد الحميد أنيس
- عبد الله فرغلي: (الدكتور قمر)
- نصر سيف: (من عصابة يونس)
- محمد رفعت: (ضابط شرطة)
- أنور عبد العزيز: (وكيل النيابة)
- حمدي سالم: (كتكوت)
- راقية الدماطي: (الغازية)

## فريق العمل
- إخراج: نيازي مصطفى
- قصة وحوار: بهجت قمر
- سيناريو: عبد الحي أديب
- مدير التصوير: كمال كريم
- مونتاج: حسين أحمد
- إنتاج: أفلام جمال الليثي
- توزيع: أفلام جمال الليثي
- تأليف الأغاني: عبد الوهاب محمد
- ألحان الأغاني: حلمي بكر، عبد العزيز محمود